# Vania Bludau
Vania Alessandra Bludau Uvidia (Lima, 15 de septiembre de 1990) es una personalidad de televisión, bailarina y modelo peruana. Alcanzó a la popularidad por haber consolidado la mayor parte de su carrera televisiva en los realitys show nacionales e internacionales.

## Biografía

### Primeros años
Nació el 15 de septiembre de 1990 en Lima, bajo el nombre completo de Vania Alessandra Bludau Uvidia.

### Trayectoria televisiva
Comenzó su carrera artística como bailarina, conformando el elenco de la banda musical femenina de cumbia peruana Alma Bella en el año 2010.
Bludau ganó reconocimiento en la televisión peruana, sumándose al reparto principal del reality show Combate de la televisora local ATV en el año 2012, desempeñándose en el rol de competidora, en medio de su fama por su entonces relación sentimental con el cantante y actor Christian Domínguez, permaneciendo por varias temporadas no consecutivas en el dicho espacio hasta 2014, regresando para la temporada 2015 por un breve tiempo.
En el año 2014, ingresa al elenco central del programa de mismo género televisivo Esto es guerra de América Televisión, volviendo a asumir el rol del antecesor, regresando para el año 2025. En el año 2015, se incursiona como modelo, siendo imagen de la marca de ladrillos Lark, en el cual fue rechazada por el Ministerio de la Mujer debido al contenido de las fotografías.Al año siguiente, fue portada de la versión peruana de la revista del entretenimiento adulto SoHo.
Interpretó el tema musical «No papi» al lado del cantante urbano puertorriqueño Dyland en 2015.
En el año 2016, Bludau participa en la película cómica peruana El último verano, bajo la dirección del cineasta Sebastián García, acreditándose dentro del reparto central, interpretando a una de las alumnas quién denuncia por acoso sexual a un profesor. Durante el rodaje, recibió clases de actuación en los Estados Unidos.
Adicionalmente, tuvo una participación especial en el videoclip del tema musical «Cutuplá», interpretado por Alexis Descalzo y Renzo Winder.
Continuó con su carrera televisiva en el año 2016, concursando en el programa concurso Los reyes del playback de Latina Televisión permaneciendo por un breve tiempo. Fue participante del reality de baile El gran show de América Televisión en el año 2017, retirándose de la competencia por motivos de su lesión durante sus ensayos. Fue participante invitada del programa televisivo El valor de la verdad en 2019, junto a la exmodelo y presentadora Karla Tarazona.
Saltó a la fama internacional en el año 2018, participando en el programa de telerrealidad Exatlón Estados Unidos, siendo eliminada del dicho espacio.
Tras alejarse temporalmente de la televisión peruana por su radicación en Estados Unidos, en el año 2021 retoma su faceta televisiva como integrante del concurso televisivo Reinas del show, consagrándose finalmente ganadora de la segunda edición, tras superar a la modelo y actriz Korina Rivadeneira. En el año 2025, fue anunciada dentro del reparto de participantes del reality culinario El gran chef famosos, junto a otras personalidades del medio local, volviendo para la última temporada El último campeón.

## Créditos

### Televisión
- Combate (ATV; 2012-2014, 2015), competidora.
- Esto es guerra (América Televisión; 2014, 2025), competidora.
- El gran show (América Televisión; 2016; 2017), participante.
- Los reyes del playback (Latina Televisión; 2016), participante.
- Exatlón Estados Unidos (Telemundo; 2018), competidora y participante.
- El valor de la verdad (Latina Televisión; 2019), participante.
- Reinas del show (América Televisión; 2021), participante.
- El gran chef famosos (Latina Televisión; 2025), participante ganadora de la 13ª temporada.

### Cine
- El último verano (2016), participación especial.